# Cavalleri (cognome)
Cavalleri è un cognome di lingua italiana.

## Varianti
Cavallero.

## Origine e diffusione
Cognome tipicamente lombardo, è presente prevalentemente nel milanese, bresciano e bergamasco.
Potrebbe derivare da un mestiere o un titolo legato ai cavalli o da un toponimo.
In Italia conta circa 1566 presenze.
La variante Cavallero è piemontese.

## Persone
- Antonio Cavalleri (1911-1941), militare italiano
- Cesare Cavalleri (1936), giornalista e scrittore italiano, critico letterario e direttore delle Edizioni Ares
- Dino Cavalleri (1901-...), calciatore italiano